# Гімн Узбецької РСР
Державний гімн Узбецької РСР

## Узбецька версія
Ассаль, рус халқі, буюк оғаміз,

Барҳает доҳійміз Ленін, жонажон!

Озодлік йўліні Сиз кўрсатдінгіз,

Советлар юртіда ўзбек Толді шон!

Партія раҳнамо, жон Ўзбекістон,

Серқуеш ўлкасан, обід, баркамол!

Тупроғінг Хазіна, бахтінг бир жаҳон,

Советлар юртіда Сенга ер іқбол!

Серқуеш ўлкада кўрмасдік зие,

Дарелар бўйіда Едик сувга зор.

Тонг отді, Інқілоб, Ленін раҳнамо,

Раҳнамо Леніндан халқлар міннатдор!

Партія раҳнамо, жон Ўзбекістон,

Серқуеш ўлкасан, обід, баркамол!

Тупроғінг Хазіна, бахтінг бир жаҳон,

Советлар юртіда Сенга ер іқбол!

Комунізм гулбоғі мангу навбаҳор,

Тоабад қардошлік - дўстлік барҳает!

Советлар байроғі ғоліб, барқарор,

Бу байроқ нурідан порлар коінот!

Партія раҳнамо, жон Ўзбекістон,

Серқуеш ўлкасан, обід, баркамол!

Тупроғінг Хазіна, бахтінг бир жаҳон,

Советлар юртіда Сенга ер іқбол!

## Український переклад
Вітаю тебе, російський народ, великого нашого друга!

Слався, вождь безсмертний, Ленін наш рідний!

Свободи шлях ти нам показав,

Узбек прославлений Радянською країною.

Партія, ти ведеш наш Узбекистан,

Квітучу країну, обдаровану радісною долею.

Край скарбів земних сонцем осяяний,

У країні рад її чекає успіх.

У яскравий день був захований від нас сонця світло,

Нас мучила спрага біля повних річок.

Світанок, Революція, Ленін наш керівник,

Вождю Леніну вдячний наш народ.

Партія, ти ведеш наш Узбекистан,

Квітучу країну, обдаровану радісною долею.

Край скарбів земних сонцем осяяний,

У країні рад її чекає успіх.

Комунізм - ти землі весняний розквіт,

Братерство, рівність - в дружбі наше життя.

Піднімаємо ми твердо славне прапор Рад,

Променями його освітить всесвіт!

Партія, ти ведеш наш Узбекистан,

Квітучу країну, обдаровану радісною долею.

Край скарбів земних сонцем осяяний,

У країні рад її чекає успіх!